# 해남 민정기 가옥
해남 민정기 가옥(海南 閔正基 家屋)은 대한민국 전라남도 해남군 해남읍 백야리에 있는 가옥이다. 1992년 3월 9일 전라남도의 문화재자료 제186호로 지정되었다.

## 개요
소유자 민정기의 6대조인 민정현이 순조 7년(1807)에 지었다는 집이다. 사랑채는 ‘청사정’이라는 이름으로 불리는데, 이것은 여흥 이씨 집안에서 고려 문종 30년(1076)에 세운 것이라고 전한다. 안채에서 발견한 기록에 따르면 조선 헌종 11년(1845)에 다시 지었다는 기록이 있다.
맨 앞에 문간채를 두고 그 뒤로 안채를, 그리고 맨 뒤쪽에 별도의 담장으로 나누어 사당을 배치하였다.
안채는 一자형 평면으로 왼쪽부터 건넌방·대청·안방·부엌을 배열하였고 맨 오른쪽 끝에는 퇴칸을 달아 부엌을 넓게 하였다. 대청 뒤쪽에는 안광을 두어 곡식과 음식 등을 보관하고 있다.
사랑채는 사당 왼쪽에 있으며 사랑채와 사당 모두 一자형 평면을 갖추고 있다. 문간채 역시 一자형 집인데 왼쪽부터 광·대문·방으로 구성되어 있다. 창고는 안채와 문간채·사당 등이 일렬로 이루는 축에 직각으로 자리잡은 초가로 규모가 커서 이 집의 경제력을 대변해 주고 있다.

## 참고 자료
- 해남 민정기 가옥 - 국가유산청 국가유산포털